# 2013 TJ172
2013 TJ172 est un objet du disque des objets épars.

## Caractéristiques
2013 TJ172 mesure environ 190 kilomètres de diamètre.